# إدارة جالابا
إدارة جالابا (بالإنجليزية: Jalapa Department)‏ هي إدارات غواتيمالا، تتبع غواتيمالا، بلغ عدد سكانها 242926 نسمة، في 2003، عاصمتها جالابا، تبلغ مساحتها 2063 كيلومتر مربع، رمزها البريدي هو JAL، و21000.